# Roland Schefferski
Roland Schefferski (* 1956 in Katowice, Polen) ist ein deutsch-polnischer Objekt- und Installationskünstler.

## Leben
Schefferski besuchte von 1971 bis 1976 das Gymnasium für Bildende Künste in Wroclaw, Polen. Anschließend studierte er von 1976 bis 1981 Freie Kunst an der Hochschule für Bildende Künste (jetzt Akademie der Bildenden Künste) in Breslau. 1984 übersiedelte er nach West-Berlin. 1989 gründete er im Rahmen eines eigenen Kunstprojekts das bis 1991 bestehende Kunstmagazin WEAST, dessen Mitherausgeber er war und das internationale Beachtung fand (u. a. in der Sammlung des Museum of Modern Art, New York). 1986 erhielt er den Ersten Preis der Internationalen Ausstellung für Miniaturkunst in Toronto, 2000 den Lovis-Corinth-Förderpreis der Künstlergilde Esslingen. Schefferski lebt und arbeitet in Berlin.

## Werk
Schefferski arbeitete anfangs als Maler, Zeichner und Bildhauer. Zu Beginn der 1980er Jahre wandte er sich der Objektkunst zu und konzentrierte sich schließlich auf Environments und Installationen. Darüber hinaus bewegt er sich in parallel realisierten Aktionen und Interventionen im Bereich verschiedener Medien und passt seine Konzepte an die Besonderheit der Orte an, an denen er seine Arbeiten präsentiert. 

Sediment I (1999–2000), Zentrum für zeitgenössische Kunst Gdańsk (2007)

Noch während seines Studiums begann er sich für „marginale Aktivitäten“ im öffentlichen Raum zu interessieren. Er beteiligte sich am Zusammentragen von Gegenständen, die von Benutzern einer Telefonzelle (1981–1983) als Spuren alltäglicher Aktivität hinterlassen wurden, und dokumentierte diese. Alleine oder unter Beteiligung anderer schuf er ähnliche prozesshaften Arbeiten wie Space Identification (1981–1984) oder Unity and Duality (1983–1985) und die Türinstallation an einer Berliner Galerie (1988–90). Die Aktionen zur Spurensicherung erhielten den Oberbegriff Registration of a Thrown-away Reality. Unter diesem Titel fand auch seine erste Einzelausstellung in Toronto statt. Nach den in der ersten Hälfte der 1980er Jahre entstandenen Collagen, Objekten und Assemblagen schuf er eine Serie von Schattenreliefs auf der Basis menschlicher Schatten-Umrisse (1987–1990).
Seit Anfang der 1990er Jahre beschäftigt er sich mit ausgesuchten Objekten des täglichen Lebens, die ihm als Auslöser für Erinnerung und Assoziationen dienen, entkleidet sie von allen erzählerischen Details, schneidet Teile aus ihnen heraus und provoziert so neue Denkprozesse. Dabei bewahrte er in verschiedenen Objektinstallationen fragmentierte Porzellan- oder Fayencescheiben mit eingebrannten Fotografien in wassergefüllten Behältern auf. Die zerbrochenen Fotos erinnerten an Reliquien oder biologische Präparate, die vor weiterer Zerstörung geschützt und für kommende Generationen „aufbewahrt“ werden sollen. Identität, vergessene Spuren und Bildsymbole der Geschichte gehören damit zu den wichtigsten Motiven seiner Kunst. In dem Werkzyklus der Ausgelöschten Bilder thematisierte Schefferski 1997–98 den Verdrängungsprozess, der in Deutschland nach dem Ende des Nationalsozialismus stattfand. Aus alten Fotografien entfernte Schefferski die Motive, deren Inhalte er auf einen schmalen verbleibenden Rand reduzierte. Ähnlich verfuhr er in dem Werk Proletaryat (1998) mit alten polnischen Geldscheinen und im Jahr 2000 in Warschau mit Plakaten in seiner Werbekampagne für Berlin. Mit fünfzig Plakatwänden, die er in Warschau aufstellen ließ, lud er die Betrachter dazu ein, ihre Vorurteile gegenüber den Deutschen zu revidieren und ihre inneren Vorstellungen durch neue erfahrbare Bilder zu ersetzen. Jedes der großformatigen Plakate, auf denen nur die Ränder offizieller PR-Bilder der deutschen Hauptstadt stehen blieben, trug die Überschrift Mach Dir Dein eigenes Bild von Berlin.
Die erste Arbeit aus dem ebenfalls 2000 begonnenen Zyklus Empty Images wurde nach der Zeitungsvorlage Los Angeles Times, Friday, August 4 2000 benannt. In den folgenden Arbeiten schnitt Schefferski Fotografien aus Zeitungen heraus und ließ als Spur nur einen farbigen Rand zurück. Das Medium der Zeitung wurde so zu einer der Realität entnommenen Probe, die feinen Eingriffen unterzogen wird, um die unklare Situation zwischen den von den Medien vorgegebenen Bildern und unseren eigenen Vorstellungen zu reflektieren.

Berliner (2018–19), im Hintergrund Fotografien von Lee Friedlander in der Ausstellung Der Flaneur, Kunstmuseum Bonn

Kunst, die sich aus dem Kontext ihrer jeweiligen Umgebung heraus definiert, schuf er mit dem Werkzyklus aus Kleidungsstücken unter dem Titel Berliner (2000–2009/2019). Im Zentrum für Zeitgenössische Kunst im Ujazdowski-Schloss in Warschau lud er im Jahr 2000 die Besucher der Ausstellung Artpool Berlin dazu ein, in der Garderobe die eigene Oberbekleidung gegen Jacken, Sakkos und Mäntel einzutauschen, die er selbst „markiert“ hatte, und mit ihnen diverse im Kunstzentrum stattfindende Ausstellungen zu besichtigen. Diese Kleidungsstücke hatte der Künstler durch das Aufbringen gezeichneter und gestickter Silhouetten real existierender Personen aus Berlin zu Trägern einer emotionalen Mitteilung umgewandelt. Es kam zu einer Interaktion zwischen den Personen, die die Kleidung trugen und den in den Silhouetten porträtierten Menschen. Bis jetzt ist die Aktion unter Beteiligung der Besucher unter anderem im Beyond Baroque Zentrum in Los Angeles, in der Galerie L in Moskau und im Nationalmuseum in Krakau durchgeführt worden. In Deutschland hat sie im Märkischen Museum/Museum Ephraim-Palais in Berlin und im Kunstmuseum Bonn stattgefunden.
Seine Experimente der achtziger Jahre im öffentlichen Raum inspirierten ihn später immer häufiger, seine Werke außerhalb des institutionellen Kunstbetriebs anzusiedeln. Das führte dazu, dass seine Arbeiten mitunter nicht als Kunst wahrgenommen wurden oder sogar für Empörung sorgten, weil sie der gängigen Vorstellung von Kunst nicht entsprachen. So bestand das 1999 realisierte Projekt Bildertausch lediglich darin, den jeweiligen „Wandschmuck“ aus der Wohnung einer Polin in Słubice gegen Bilder, Fotografien und Plakate einer Deutschen in Frankfurt/Oder auszutauschen. Mit diesem Eingriff in die persönliche Sphäre stellte er beide Frauen auf die Probe und ließ sie in den eigenen vier Wänden „das Fremde“ ertragen. 1997/98 gab der Künstler einige seiner Arbeiten in einem Berliner Secondhand-Shop, 1998 in einem Danziger Antiquitätengeschäft in Kommission und verwischte damit endgültig die Grenze zwischen Museal-Historischem und zeitgenössischer Kunst, zwischen verkäuflichem Kunstobjekt und intellektueller Einmischung.

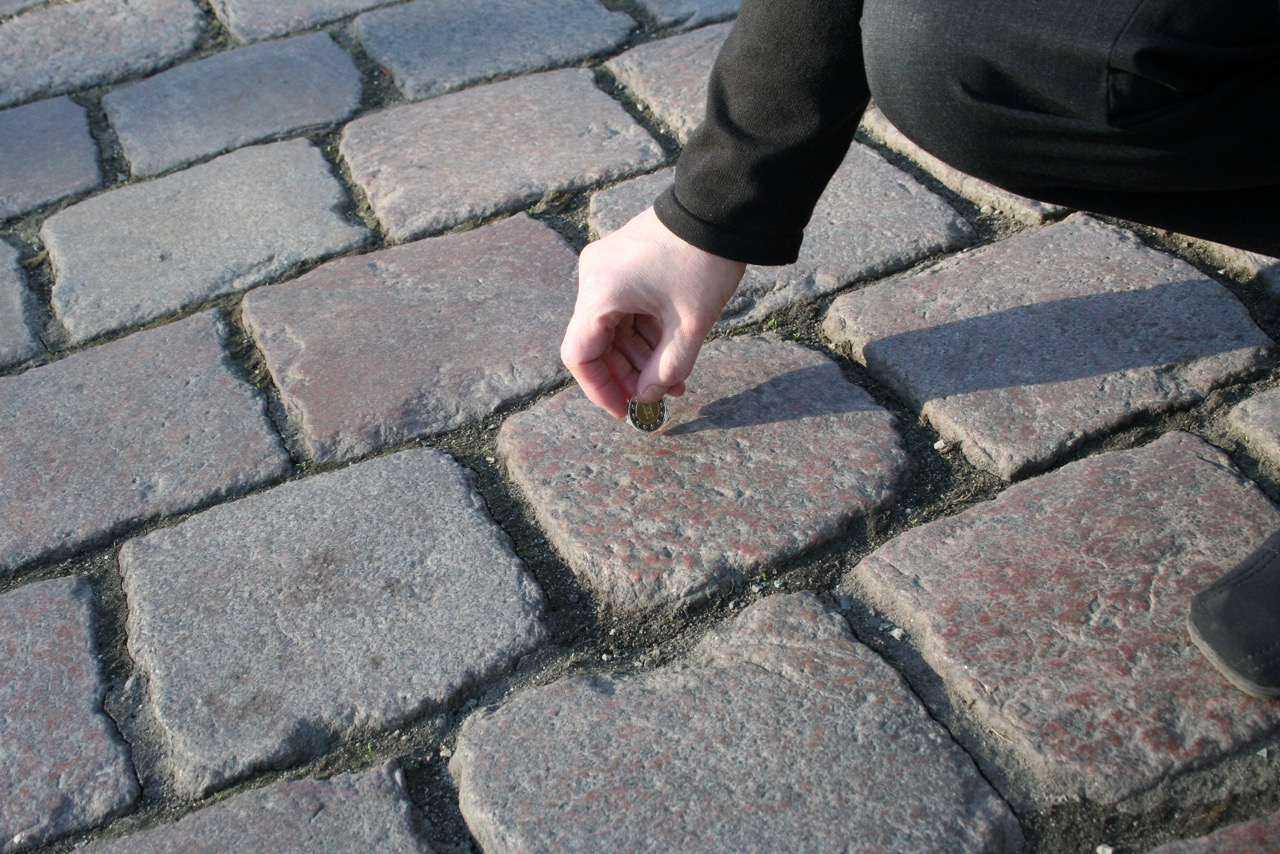
"Das betrifft dich", Aktion im öffentlichen Raum, Frankfurt(Oder) / Słubice (2005)

Seit 1998 lädt der Künstler Passanten zur Teilnahme an von ihm spontan organisierten Gesprächen ein, unter anderem auf einem Donauschiff am ehemaligen Grenzübergang in Štúrovo-Esztergom (2002) oder auf einer Straße in Berlin-Neukölln (2006). Er installierte seine Arbeiten in gläsernen Fahrstühlen, Wohnungen, Läden, aber auch in freier Natur in Schloss-, Bauern- und Schrebergärten (Brandenburg 2006, 2008, 2009). Für ihn stellt sich damit immer wieder aufs Neue die Frage, ob seine Kunst für sich selbst stehen und in einen Dialog mit einer Welt treten kann, die voller Geschichten, Erwartungen und Projektionen ist.
Zu den bekanntesten gehören vor allem Schefferskis Münzaktionen im öffentlichen Raum. Absichtlich „verlor“ er 2005 bei Spaziergängen an der deutsch-polnischen Grenze bei Frankfurt (Oder) und Słubice, 2009 in der Innenstadt von Warschau und 2017 in Berlin speziell zu diesem Anlass geprägte Münzen, um bei den Findern ein Gefühl der Verunsicherung über den vermeintlich wertvollen Fund auszulösen. Wichtig waren dabei jedoch nicht die Münzen selbst. Die auf ihnen befindlichen Botschaften sollten die Finder zum Nachdenken anregen, etwa über die Zukunft Europas ("Das betrifft dich/To dotyczy ciebie", 2005), die globalisierte Marktwirtschaft "(Money) isn´t everything?/ (Pieniądze) szczęścia nie dają" (2009) oder über eine offene Gesellschaft "Anderes Deutschland? / Another Germany?" (2017).
Anlässlich der Ausstellung Seeing Is (Not) Believing im Nationalmuseum in Stettin, 2022, wurde in der polnischen Tageszeitung „Gazeta Wyborcza“ das Projekt Empty Images realisiert. Die Leser stießen auf Seiten mit fehlenden Pressefotos. Zum ersten Mal wurde Empty Images außerhalb des institutionellen Kontextes gezeigt. In der Freitagsausgabe der Zeitung (28. Januar 2022) waren anstatt der Bilder, die die Themen der dritten Seite illustrieren sollten, nur die nach ihrem Ausschneiden verbliebenen Ränder zu sehen. Auf diese Weise wanderten die Empty Images aus den Räumlichkeiten der Galerien und Museen, die selbst auch die Art der Kunsterfahrung „rahmen“ und kontextualisieren, in ein optimales Umfeld: in die Wirklichkeit. In der realen Tageszeitung gewann das Konzept Schefferskis, das den institutionellen Background „verlässt“, eine völlig neue Dimension.

## Ausstellungen und Projekte (Auswahl)
- 1987: Registration of a Thrown-away Reality, Del Bello Gallery, Toronto
- 1988: International Exhibition of Visual Poetry, Gruppenausstellung, Sao Paulo
- 1988–89: The Door Installation, Galerie Paranorm, Berlin
- 1990: Ceterum Censeo, (Gruppenausstellung), Künstlerhaus Bethanien, Berlin
- 1991: How to Organise this World, (Gruppenausstellung), Nationalmuseum, Warschau
- 1992: Hausgeist, (Gruppenausstellung), Galerie der nGBK, Berlin
- 1993: My Home is Your Home - Construction in Process IV, (Gruppenausstellung), Łódź
- 1994: Wiedergewonnen aus dem Gedächtnis, Konzept Museum Galerie, Berlin
- 1994: Schattensprung – 11 Künstlerinnen und Künstler aus Berlin, (Gruppenausstellung), Zentrum für zeitgenössische Kunst – Ujazdowski Schloss, Warschau
- 1994: Imaginary Hotel, (Gruppenausstellung), Buntgarnwerke - Elsterpark, Leipzig
- 1995: Retro(per)spective, Galerie 21, St. Petersburg
- 1996: Frammenti, Studioventicinque, Mailand
- 1996: Inserting Blank Spaces, Zentrum für zeitgenössische Kunst – Ujazdowski Schloss, Warszawa
- 1997–98: Ausgelöschte Bilder, David Kirby’s Secondhand Shop, In Zusammenarbeit mit Künstlerhaus Bethanien, Berlin
- 1998: Where Are You From? – Rauma Biennale Balticum, Rauma Art Museum, Rauma, Finnland
- 1998: Fragmentation of Memory, In Zusammenarbeit mit Zentrum für zeitgenössische Kunst, Danzig
- 1998: Internationales Festival Experimenteller Kunst und Performance, Central Exhibition Hall-Manege, St. Petersburg
- 2000: Mach dir dein eigenes Bild von Berlin, im öffentlichen Raum, Warschau
- 2000: Geschehnisse die unbenannt bleiben, Museum Ostdeutsche Galerie, Regensburg
- 2000: Artpool Berlin, (Gruppenausstellung), Zentrum für zeitgenössische Kunst – Ujazdowski Schloss, Warschau
- 2000: Durchreise / Performance, (Gruppenausstellung), Künstlerhaus Bethanien, Berlin Interim, (Gruppenausstellung), Museum Ostdeutsche Galerie, Regensburg
- 2001: To Begin Where We Are, mit Jim McAninch, Beyond Baroque Gallery, Los Angeles,
- 2002: Wiara, Nadzieja, Miłość / Believe, Hope, Love, Outdoor Gallery AMS, im öffentlichen Raum mehrerer polnischer Städte
- 2002: Aquaria – The fascinating World of Man and Water, (Gruppenausstellung), Landesgalerie am Oberösterreichischen Landesmuseum, Linz sowie Kunstsammlungen, Chemnitz
- 2003: Inwentaryzacja / Bestandsaufnahme, Lebuser Landesmuseum, Zielona Góra
- 2003: Sztuka w mieście / Art in the City, (Gruppenausstellung), Nationale Kunstgalerie Zachęta, Warschau
- 2004: Dialog Loci – Bastion der Kunst, (Gruppenausstellung), Kostrzyn, Polen
- 2004: The Outdoor Gallery AMS 1998-2002, (Gruppenausstellung), Galerie Arsenał, Poznań[1]
- 2005: L’Art dans la ville – La Pologne sur les murs, (Gruppenausstellung), Espace L Gallery, Boulogne-Billancourt, Frankreich[2]
- 2007: Empty Images, Zentrum für zeitgenössische Kunst, Danzig
- 2008: Translate: The Impossible Collection,(Gruppenausstellung), Instytut Sztuki, Danzig
- 2009: ReConstruction, Pomonatempel, Potsdam[3]
- 2009: Wir Berliner – My Berlińczycy, (Gruppenausstellung), Märkisches Museum und Museum, Ephraim-Palais, Berlin
- 2010: Mediations Biennale, Poznań
- 2011: Erased Walls, (Gruppenausstellung), Space Gallery, Bratislava
- 2011: Meta Withness, (Gruppenausstellung), Freies Museum, Berlin
- 2012: Recall / Aus dem Leben von Europäern, Lebuser Landesmuseum, Zielona Góra
- 2012: Berlińczycy, Nationalmuseum, Kraków
- 2015: Kommentare zu unserem Garten, im öffentlichen Raum, Berlin
- 2015 Not-Aufnahme (Gruppenausstellung), Up Gallery, Berlin
- 2017: Anderes Deutschland? / Another Germany? im öffentlichen Raum, Berlin
- 2018–2019: Die Berliner, Kunstmuseum, Bonn
- 2020: Spectrale (Gruppenausstellung), Luckau, Brandenburg
- 2022: Seeing is (Not) Believing, mit Sladjan Nedeljkovic, Nationalmuseum Szczecin – Museum für zeitgenössische Kunst, Szczecin sowie Kunsthalle Rostock, 2023
- 2023: O dzieleniu. Sztuka na granicy, (Gruppenausstellung) Nationalmuseum, Poznań
- 2024: About Sharing. Art on the Border, (Gruppenausstellung) ZAK – Zentrum für aktuelle Kunst – Zitadelle Spandau, Berlin